# Шнайдер, Юрген
Юрген Шнайдер (нем. Jürgen Schneider; 30 апреля 1934, Франкфурт-на-Майне) — крупный торговец недвижимостью в Германии, аферист. В 1994 году бежал из Германии, впоследствии оказалось, что его фирма должна колоссальные суммы по кредитам.

## Начало карьеры
Юрген Шнайдер родился 30 апреля 1934 года во Франкфурте-на-Майне. Сначала он занимался разведением такс, но потом решил попробовать свои силы в бизнесе.
Карьеру торговца недвижимостью он начал в 1981 году. Он покупает самые дорогие объекты в самых престижных местах Германии, реставрирует их и сдаёт в аренду.
В 1986—1991 годах доктор Юрген Шнайдер заработал репутацию успешного бизнесмена.
Его фирма приобретала много дорогих и прибыльных заведений, среди его покупок: торговый центр «Пассаж Медлера» в центре Лейпцига, ресторан «Погреб Ауэрбаха», отель «Фюрстенхоф» во Франкфурте-на-Майне, который удалось отреставрировать и продать в несколько раз дороже. «Шнайдер АГ» (Schneider AG) превратилась в огромную компанию по торговле недвижимостью. Почти все из крупных сделок совершаются в кредит, банки охотно доверяли такому солидному бизнесмену, среди его кредиторов и Deutsche Bank — один из крупнейших банков Германии.

## Побег
31 марта 1994 года в «зелёный четверг», Юрген Шнайдер выплатил праздничные премиальные сотрудникам и отбыл с женой на отдых в Тоскану.
7 апреля доверенное лицо Шнайдера передал в бюро фирмы «Шнайдер АГ» и в правление «Deutsche Bank» копии одного письма. В нём Юрген сообщал: «К сожалению, из-за внезапного тяжёлого заболевания я не могу продолжать руководить фирмой. Надеюсь, что „Deutsche Bank“ проконтролирует завершение строительства начатых мною объектов. Врачи настоятельно рекомендуют мне избегать любых стрессов, поэтому я вынужден скрывать своё нынешнее местонахождение».
Это вызвало шок у финансистов. Сразу стало ясно: он — сбежал. Никто поначалу не знал как понимать его поступок, ведь на Шнайдера работала половина строительных предприятий страны, он был очень богатым человеком.
Когда об этом узнали мелкие инвесторы, они бросились на стройки Юргена Шнайдера и вывезли оттуда всё, что только возможно. Через пару часов самые важные строительные объекты беглеца были взяты под охрану службой безопасности «Deutsche Bank».

## Суть аферы
Спустя неделю прокуратура Германии получила доступ к бухгалтерским документам фирмы «Шнайдер АГ». В результате проверки выяснилось, что состояние процветающего бизнесмена Шнайдера состоит исключительно из долгов, причём невероятно огромных. Он задолжал пятидесяти пяти немецким и европейским банкам. Сумма кредитов, по которым он никогда не смог бы расплатиться, составляла в марте 1992 года — 2,496 миллиарда марок, в марте 1993 года — 3,818 миллиарда, в марте 1994 года — 6,347 миллиарда. Ещё он оставил десятки незавершённых строек и на девяносто миллиардов неоплаченных счетов от фирм-поставщиков, оказавшихся на грани разорения. Канцлер Германии Гельмут Коль в своём телевизионном обращении призвал финансовую элиту списать строителям долги по делу Шнайдера и тем самым предотвратить национальную экономическую катастрофу.
Выяснилось, что Шнайдер был не просто мошенником, он был мошенником грандиозного масштаба. Полученные им кредиты — около семи миллиардов марок, во много раз превосходили реальную стоимость его объектов. Это достигалось несколькими способами.
Во-первых, завышалось общее число метров полезной площади здания. Например в торговом центре «La Facettes» во Франкфурте-на-Майне имелось 20 тыс. м², сдаваемых в аренду. Так, по крайней мере, было написано в документах, которые Шнайдер предоставил кредиторам. На самом деле торговый центр располагал площадью 9 тыс. м², и в результате Юрген получил 415 млн марок в кредит под реконструкцию. Кстати, число 9000 было крупно написано на заборе, ограждавшем строительную площадку.
Второй способ: одно и то же здание многократно перепродавалось через подставные фирмы, принадлежавшие «Шнайдер АГ», всякий раз дорожая, цена здания росла только на бумаге, в реальности они всегда стоили гораздо меньше. Ориентируясь на последнюю цифру, банки охотно выдали соответствующий кредит, рассчитывая в случае банкротства покрыть все расходы продажей такого здания.
Третий способ: Юрген Шнайдер указывал в документах завышенную арендную плату. В торговом центре «Le Facettes» аренда двух помещений по документам приносила 57,5 млн в год, а на самом деле — не более 11 млн марок. Кредиторы не всегда проверяли всю необходимую документацию перед выдачей денег.
Ему удалось скопить большую сумму: на его личном счету в марте 1994 года находились 250 миллионов марок, но аферист перевёл деньги в английский банк, а оттуда — в Швейцарский.
Своё бегство из Германии Шнайдер и его жена хорошо спланировали. У них имелись поддельные паспорта и билеты из Женевы во Флориду, их помог получить египетский коммерсант Мостафа эль Кастауи, подозреваемый в торговле наркотиками, оружием, и в тесных контактах со спецслужбами Ирана.
Долетев вместе с супругой до Вашингтона под собственным именем, он продолжил путешествие с поддельным паспортом. Притворившись итальянцем, Шнайдер снял апартаменты в Майами за три тысячи долларов в месяц.
Время от времени авантюрист-миллионер был вынужден использовать знакомых в Европе для пополнения денежных запасов. Один из них, итальянец Луиджи Полетти, и передал его ФБР.

## Суд и дальнейшая жизнь
В 1995 году Юргена Шнайдера задержали в США и обвинили в мошенничестве и уклонении от уплаты налогов. Швейцарские власти велели 19 цюрихским банкам заморозить счета, прямо или косвенно связанные со Шнайдером. В Женевском банке был заблокирован счет на 200 млн швейцарских франков, принадлежащий, по непроверенным данным, Шнайдеру или его посреднику. Deutsche Bank также произвел «гражданский арест» счетов Шнайдера. Компания «Шнайдер АГ» была объявлена банкротом.
Приговор оказался мягким: 6 лет и 9 месяцев. Отбыв две трети срока, он вышел на свободу в декабре 1999 года. Он написал две книги мемуаров, в которых сам себя оправдывает и утверждает что стал невинной жертвой.
В 2010 году у Шнайдера снова начались проблемы с законом, его обвиняли в тройном мошенничестве.